# VVV CL001
VVV CL001 – gromada kulista o niskiej masie znajdująca się w gwiazdozbiorze Strzelca. Została odkryta w 2011 roku w ramach przeglądu VISTA Variables in the Via Lactea w podczerwieni. Gromada ta jest przesłaniana przez gaz i pył centralnych okolic jądra Drogi Mlecznej.
Być może znajduje się w pobliżu innej gromady kulistej UKS 1, odległej od Ziemi o ok. 15 900 parseków, z którą może być grawitacyjnie związana. Odległość kątowa dzieląca obie gromady kuliste wskazuje, że może je dzielić odległość mniejsza niż 40 pc. Sprawia to, że VVV CL001 i UKS 1 są dobrymi kandydatami na podwójną gromadę kulistą. By to jednak ustalić potrzebne są dalsze badania.